# Шекультиров, Батырбий Ильясович
Батырбий Ильясович Шекультиров (1936—2022) — доктор исторических наук, профессор, академик Адыгской (Черкесской) международной академии наук, Почётный работник высшего профессионального образования РФ, декан юридического факультета Адыгейского государственного университета.

## Биография

### Начальная биография
Родился 17 июля 1936 года в а. Уляп в большой семье Ильяса Умаровича и Аминет Джерандуковны Шекультировых. Когда Батырбию было всего 5 лет, отец ушел на фронт и так и не вернулся, погиб в 1942 году при обороне Дома Павлова в Сталинграде. Мать в одиночку поднимала четверых детей.
Окончил Уляпскую среднюю школу, год заведовал аульским сельским клубом. Четыре года посвятил службе в войсках Военно-Морского флота СССР на Балтике.
В 1960 году поступил на исторический факультет в Кабардино-Балкарский государственный университет.
Работая на разных должностях в сельпо, сельском совете и других местах, Батырбий почти десять лет отдал родному Уляпу, который тогда входил в состав Шовгеновского района: Затем работал в Кошехабльском и Гиагинском райкомах партии. Хорошую жизненную школу прошел в Адыгейском обкоме КПСС, работая инструктором отдела пропаганды и агитации, консультантом в Доме политпросвещения, руководителем лекторской группы Адыгейского обкома КПСС.
С 1978 года более 40 лет Батырбий Шекультиров работал в Адыгейском государственном пединституте (ныне АГУ). Защитил кандидатскую и докторскую диссертации, работал на разных факультетах, читая курсы научного коммунизма и политологии.
С 1995 по 2000 год возглавлял юридический факультет АГУ. Здесь он преподавал курс дисциплины «История государства и права России». Его значимый вклад в развитие юридического образования, преданное служение избранному делу достойны глубокого уважения. Студенты и коллеги любили и уважали Батырбия Ильясовича.
На пенсии с 2020 года.
Умер 19 января 2022 года в Майкопе.
Отзывы
Пишет доктор исторических наук, профессор МГУ им. М. В. Ломоносова, заслуженный деятель науки РСФСР В.М. В. М. Селунская: 

«Человек, который вкладывает в научную работу свои знания, опыт, окрашивает ее своей личностью, всегда вызывает глубокий интерес. Б. И. Шекультиров — человек творческий и удивительно талантливый ученый-историк, политолог и правовед».— 

## Семья
- Отец — Ильяс Умарович
- Мать — Аминет Джерандуковна Шекультирова
- Жена Мовлетхан Аслановна — педагог по образованию
- два сына

## Награды и звания
- Медаль «Слава Адыгеи» (2019)
- Почётная грамота Министерства просвещения РСФСР и работников высшей школы (26 мая 1980 г.)
- Отличник народного просвещения Российской Федерации (15.07.1995 г.)
- Заслуженный деятель науки Кубани (30.09.1995 г.)
- Почётный работник высшего профессионального образования РФ
- Почётная грамота Госсовета-Хасэ Республики Адыгея (5.04.1991 г.)
- Заслуженный деятель Науки Республики Адыгея (30.04.2004 г.)
- Заслуженный работник высшей школы Российской Федерации (24.04.2008 г.)
- Медаль «За заслуги перед университетом» (28.09.2010 г.)
- Почётный знак Государственного Совета-Хасэ Республики Адыгея «Закон. Долг. Честь» (7.04.2014 г.)
- Медаль «75 лет АГУ» (2015 г.)
- Орден «Честь и слава» (Абхазия) III степени (15.10.2015 г.)
- Медаль «25 лет Республики Адыгея» (10.10.2016 г.)

## Научные работы
Более 200 работ, имеющих 500 печатных листов, и подавляющее их большинство посвящено истории правоведения.
В их числе «Законодательство в Российской Федерации: история становления и проблемы развития», «Конституция Российской Федерации и социальное развитие села Адыгеи: опыт, уроки и проблемы», «Власть — Закону! (Государство, власть, законодательство)», «Совершенствование и эффективность законодательства в Российской Федерации», «Конституция Российской Федерации и законотворчество: проблемы и перспективы», «Конституция Российской Федерации и реальный фактор прогресса в стране» и другие.
Его работы по истории, политологии и правоведению изданы в Москве, Санкт-Петербурге, Владимире, Ростове-на-Дону, Краснодаре, Нальчике, Майкопе и других городах России.